# Serge Avedikian

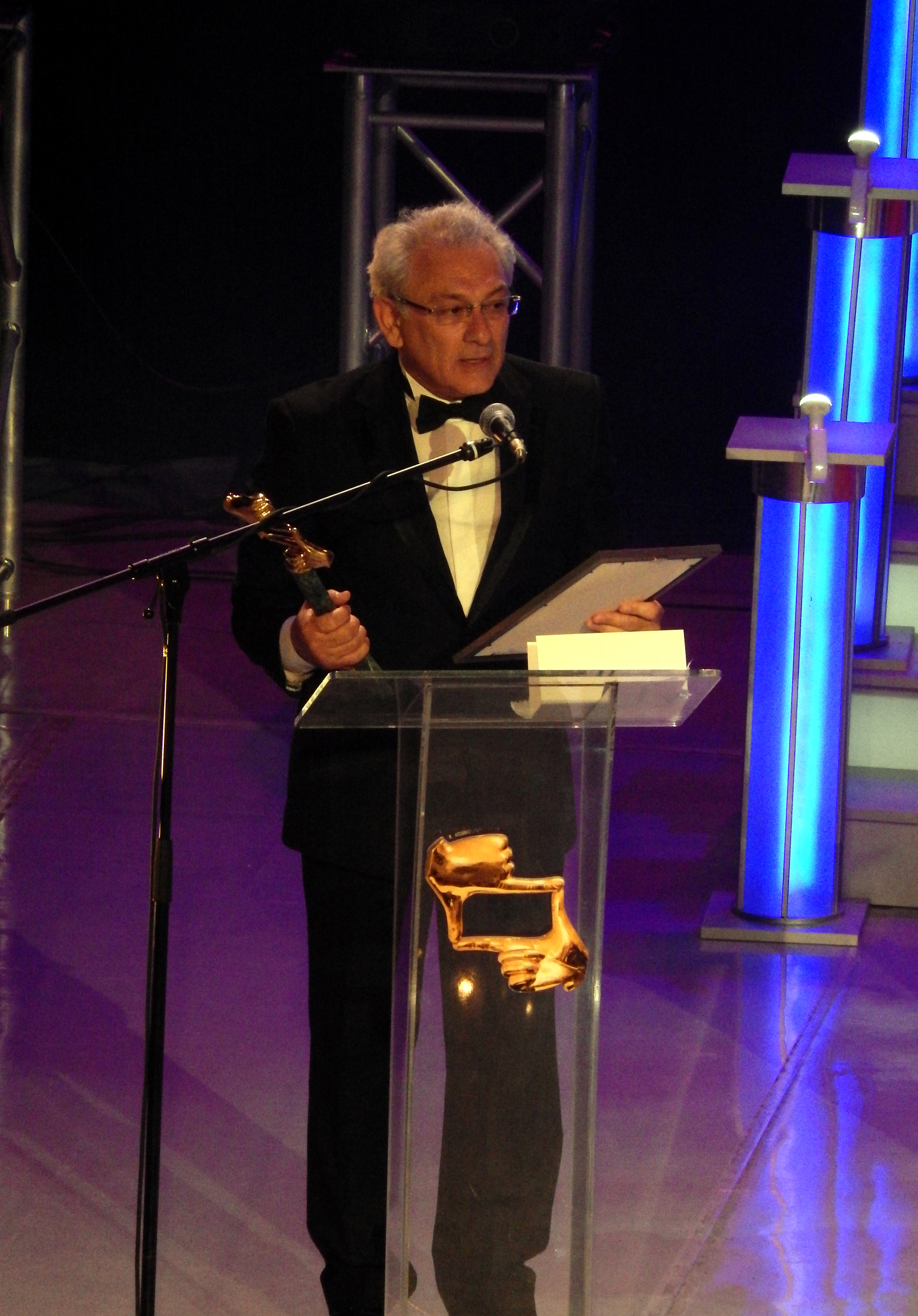
Serge Avedikian, 2014

Serge Avedikian (armenisch Սերժ Ավետիքյան; * 1. Dezember 1955 in Jerewan, Armenische SSR) ist ein armenisch-französischer Schauspieler.

## Leben und Filmkarriere
Serge Avedikians Eltern armenischer Herkunft wurden in Frankreich geboren. Sie sind die Kinder derer, die den Völkermordmassakern von 1915 bis 1917 entkommen sind, die von der Regierung der Türken im Osmanischen Reich durchgeführt wurden. 1947 kehrten sie in die Sowjetunion zurück. Serge lernt dort Russisch und Französisch. 1970 wandert der 15-jährige Serge mit seiner Familie nach Frankreich aus. 1972 bis 1976 studiert er am Konservatorium von Meudon, dann am Pariser Konservatorium als Hörer. Er arbeitet dort Racine, Corneille, Musset, Marivaux. Mit einem Bleistift im Mund arbeitet er daran, seinen armenischen Akzent zu verlieren. 1976 gründete er die Firma Le Théâtre de la Fenêtre.
1978 gibt er sein Filmdebüt in der Hauptrolle von Michel Drachs Der rote Pullover. Der Film rekonstruiert den authentischen Fall des Christian Ranucci (Avedikian) als Plädoyer gegen die Todesstrafe. 1979 spielt er mit Piotr Stanislas in Wir waren ein Mann von Philippe Vallois, die Liebesgeschichte zwischen einem Franzosen und einem deutschen Soldaten im Jahr 1943. Vallois gibt ihm auch die Hauptrolle in Haltéroflic (1983) und in L’énigme des sables (1986). Avedikian wird Star der Serie Toutes griffes dehors (1982) und spielt neben Michel Piccoli im Schach- und Dissidentendrama Duell ohne Gnade (1983). Marcel Schüpbach gibt ihm eine Hauptrolle in L’Allégement (1984). In der Serie Erotisches zur Nacht spielt er in der Folge Augustine de Villeblanche den Charles. In Et demain viendra le jour (1986) spielt er die Hauptrolle des Jean-Marie. Seine Partnerin ist Emmanuelle Béart. Miklós Jancsós Das Morgengrauen (1985) läuft auf der Berlinale. Jacques Rouffio besetzt ihn 1989 neben Claude Brasseur in L’orchestre rouge.
In Mayrig – Heimat in der Fremde von Henri Verneuil wird die Geschichte der Armenier erzählt, die vor dem Völkermord durch die Türken nach Frankreich  und somit auch die Geschichte von Avedikians Eltern erzählt. Er ist auch ein Schlüsselgesicht in Arbeiten zur armenischen Erinnerung mit Aram von Robert Kechichian (2002), Le Voyage en Arménie (2006) und L’Armée du Crime (2009) von Robert Guédiguian. In der Serie Regina auf den Stufen (1992) spielt Serge Avedikian neben Katja Riemann und in Das gestohlene Tagebuch (1992) neben Benoît Magimel. Serge Avedikian ist auch Gaststar in Serien wie Haute Tension, Kommissar Navarro  und La Crim’. In der Serie Plus belle la vie spielt er 2009 in 30 Folgen den Gilles Préjean.

## Theater
Am Theater spielte er in Stücken von Botho Strauss, Genet, Marivaux, Claudel, Dan Franck, Tennessee Williams und Corneille unter der Regie von Patrice Chéreau, Jacques Lassalle, Claude Regy und anderen.

## Regiearbeiten
Als Regisseur drehte Serge Avedikian Dokumentarfilme, fiktive Kurzfilme (Bonjour Monsieur (1992), Mission Accomplie (1994), M’sieurs Dames (1997)), poetische Filme (Ich kannte die Sonne gut (1991), Le Cinquième Rêve (1995), Terra Emota (1999), Lux Aeterna (1999)) und Animationsfilme (Ligne de Vie (2003), Un beau matin (2005)).
2007 lieferte er die Reise Wir tranken das gleiche Wasser zurück in das Dorf seines Großvaters in der heutigen Türkei zwischen Vergangenheit und Zukunft.
2010 gewann er für seinen Animationsfilm Chienne d’Histoire die Palme d’Or für den besten Kurzfilm in Cannes.
Mit Der Paradschanow-Skandal verfilmt Serge Avedikian 2013 als Regisseur und Hauptdarsteller die Geschichte des homosexuellen armenischen Regisseurs Sergei Paradschanow.

## Filmografie (Auswahl)
- 1979: Wir waren ein Mann (Nous étions un seul homme)
- 1984: Gefährliche Züge (La Diagonale du fou)
- 1986: Das Morgengrauen (L'aube)
- 1986: Erotisches zur Nacht (Série rose, Fernsehserie, 1 Folge)
- 1991: Kommissar Navarro (Navarro, Fernsehserie, 1 Folge)
- 1991: Mayrig – Heimat in der Fremde (Mayrig)
- 1992: Regina auf den Stufen (Fernsehserie, 9 Folgen)
- 2002: La Crim’ (Fernsehserie, 1 Folge)
- 2004: Agents Secrets – Im Fadenkreuz des Todes (Agents secrets)
- 2009: Plus belle la vie (Fernsehserie, 29 Folgen)
- 2011: Huhn mit Pflaumen (Poulet aux Prunes)
- 2011: Xanadu (Fernsehserie, 1 Folge)
- 2015: Eine verrückte Geschichte (Une histoire de fou)
- 2020: Anatolische Geschichte (Անատոլիական պատմություն)

## Hörspiele
Für France culture sprach Serge Avedikian in Hörspielen, so mit Claude Jade in Matei Vișniecs Mais qu’est qu’on fait du violoncelle? und erneut mit Claude Jade für La Rapapommes.

## Engagement
Serge Avedikian wurde 2019 Botschafter des Vereins für Autismus (l’association 1 pour tous, tous pour l’autisme). In der Serie La Crim’ hatte er bereits 2002 in der Folge Le syndrome d’Asperger gespielt.